# Andoharano
Andoharano is een geslacht van spinnen uit de  familie van de Filistatidae (spleetwevers).

## Soorten
Sinds 2019 behoren er 12 soorten tot Andoharano.
- Andoharano ansieae Zonstein & Marusik, 2015
- Andoharano decaryi (Fage, 1945)
- Andoharano grandidieri (Simon, 1901)
- Andoharano griswoldi Magalhaes & Grismado, 2019
- Andoharano lehtineni Magalhaes & Grismado, 2019
- Andoharano milloti Legendre, 1972
- Andoharano monodi Legendre, 1972
- Andoharano ramirezi Magalhaes & Grismado, 2019
- Andoharano rollardae Magalhaes & Grismado, 2019
- Andoharano simoni Magalhaes & Grismado, 2019
- Andoharano woodae Magalhaes & Grismado, 2019
- Andoharano zonsteini Magalhaes & Grismado, 2019